# باتريك جيلارد
باتريك جيلارد (بالفرنسية: Patrick Gaillard)‏ هو سائق سيارة سباق فرنسي، ولد في 12 فبراير 1952 في باريس في فرنسا.